# Ruggero Alfredo Michahelles
Ruggero Alfredo Michahelles, noto anche come RAM (Firenze, 30 maggio 1898 – Firenze, 14 marzo 1976), è stato un pittore e scultore italiano.

## Biografia
Ruggero Alfredo Michahelles in arte RAM nasce a Firenze il 30 maggio del 1898 da una famiglia benestante e cosmopolita di intellettuali artisti, discendente dal famoso scultore neoclassico americano Hiram Powers. Giovanissimo, prima ancora di aver terminato gli studi superiori manifesta un forte interesse per la pittura, che lo induce a frequentare prima lo studio dell’acquafortista Filippo Marfori Savini, e in seguito lo studio del pittore americano Julius Rolshoven, assieme al fratello Ernesto Michahelles in arte THAYAHT e in segreto dal padre.
Risale al 1914 il precoce esordio di RAM come pittore, in cui espone una serie di ritratti, paesaggi toscani e incisioni, iniziando a farsi conoscere nell’ambito del disegno e della grafica; pubblicherà le sue prime vignette umoristiche in stile liberty sul “Corriere dei Piccoli” nel 1918.
Il 1920 è un anno importante per RAM; insieme al fratello Thayaht, infatti, collabora all’invenzione e alla pubblicizzazione della TuTa, abito universale futurista per tutti. La tuta in qualche modo richiamava una tangenza precocissima con l’attività e la poetica dei futuristi.
Nell’estate del 1921 consegue il diploma di “Chimico-Colorista” presso l’Istituto Nazionale di Chimica Tintoria e Tessitura di Prato.
Inoltre, nel 1923 si laurea in Chimica all’Università di Firenze e inizia a prendere parte alla vita artistica fiorentina: all’organizzazione della Corporazione Belle Arti e del I Sindacato delle Arti a Firenze; l’anno successivo vince con il fratello Thayaht, il Concorso Nazionale “Premio Nazionale dell’Italica”, riservato agli artisti contemporanei in Toscana, per il nuovo allestimento scenico dell’“Aida”. Frattanto aderisce al “Gruppo Toscano Futurista” e a tutte le manifestazioni futuriste coniando lo pseudonimo di RAM. Da questo momento inizia un lungo periodo in cui l’artista alterna al soggiorno fiorentino frequenti viaggi a Parigi.
Nel 1926 inizia la sua collaborazione con il periodico “Natura”, e con la “Rivista Illustrata del Popolo d’Italia”, per i quali realizza le copertine. Lavora intanto anche per il Ministero del Turismo realizzando cartelloni pubblicitari. Inoltre, collabora all’allestimento delle Mostre dell’Artigianato e dell’Agricoltura.
Il 1927 è per RAM un anno molto importante poiché a Parigi si intrattiene con Alberto Magnelli, Giorgio De Chirico, Massimo Campigli, Mario Tozzi, Marino Marini, Arturo Loira, Maurice Denis, Othon Friesz, Carlo Carrà, Zadkin, De Pisis, Mirò, Fernand Léger, Alberto Savinio, Renato Paresce, Kisling, Jacovleff, Bakst, Massine, Serg Lifar, San Lazzaro, Borsi, Ezra Pound e in questo clima matura i presupposti di uno stile d’ispirazione metafisica di una moderna e rara classicità denominata dall’artista neometafisica. Come Giorgio De Chirico gli suggerirà più tardi nel 1931, comincerà ad adottare il cognome “italianizzato”di Micaelles.
Nel 1928 organizza la sua prima importante mostra personale al Palazzo Feroni di Firenze, in cui espone opere orientate verso un recupero formale e plastico di stampo novecentista, con vaghi riferimenti di carattere purista; sempre nel 1928 è invitato alla XVI Biennale di Venezia in cui espone la pittura “Il cipresso della strada”.
Nel 1930 partecipa alla XVII Biennale di Venezia con la scultura in terracotta “Madre Solare”, dopo essersi proposto come scultore alla IV Mostra Regionale d’Arte Toscana.
L’anno successivo partecipa sia alla “I Quadriennale Nazionale di Roma” che alla “Mostra Futurista. Pittura Scultura Aeropittura” presentata da Marinetti e organizzata dal fratello Thayaht e Antonio Marasco alla Galleria d’Arte di Firenze. In seguito, con il fratello Thayaht cura la stesura di un documento di architettura funzionale “Brevetto per Casolaria, Le case in serie” : “Casa d’oggi”, “Casa minima” e “Casa media”. In questo periodo vince, inoltre, il terzo premio al concorso indetto dalla Metro Goldwyn Mayer in occasione del lancio del film Ben Hur con la scultura “4 H.P. x 1931” (la Quadriga del 1929). In seguito, la stessa opera parteciperà al concorso indetto dalla “XVIII Biennale di Venezia” del 1932  per la celebrazione del “Primo Decennale della Marcia su Roma”, concorso dal tema “La Vittoria del Fascismo” che gli vale il primo premio.
Nel 1932, in collaborazione con il fratello Thayaht, elabora il “Manifesto per la trasformazione dell’abbigliamento maschile”, partecipa alla “V Mostra Regionale di Arte Toscana” esponendo varie opere di aeroscultura, e successivamente espone con il gruppo futurista alla Galleria Pesaro di Milano nella “Mostra Futurista di Aeropittura e Scenografia”. Nello stesso anno RAM sposa la Contessa Olga Olsoufieff, figlia del Conte Vassili Olsoufieff e della Contessa Olga Schouwalow. Divorzieranno poi nel 1937.
Nel 1933 partecipa al ConcorsoNazionale della Stazione di Firenze, per il progetto degli urbanisti fiorentini Bianchini-Fagnoni,  presentando. La “Stele Ferroviaria” modellino in legno di scultura architettonica.   La  “Stele Ferroviaria” doveva essere poi collocata davanti al piazzale della stazione di Firenze. Sempre nel 1933 partecipa alla Mostra “Arte Sacra Futurista” a Palazzo Feroni, organizzata da Fillia/Marasco; lì RAM espone “La Vittoria del Fascismo”, la scultura e il progetto “Monumento al Marinaio Italiano” che doveva sorgere a Brindisi. Inoltre partecipa alla mostra “Omaggio Futurista a Umberto Boccioni” alla Galleria Pesaro di Milano, dove presenta “La Stele Ferroviaria”. Nel 1934 partecipa alla Mostra d’Arte Toscana a Firenze.
Nel 1935 partecipa alla “II Quadriennale di Roma”. Sempre nello stesso anno partecipa alla Mostra Futurista di Aeropittura a Milano.Da questo anno, l’artista collaborerà con l’ENIT (Ente Nazionale Italia Turismo).
Nel 1936 è invitato alla XX Biennale di Venezia, in cui espone la scultura “Il Duce” (L’Uomo XIV). Nel novembre dello stesso anno s’inaugura a Parigi, alla “Galérie Le Niveau” un’importante mostra personale di 34 opere, presentate in catalogo da Giorgio De Chirico. L’anno successivo è selezionato per il Prix Paul Guillame ed espone alla Galleria Bernheim Jeune. Purtroppo il lavoro realizzato durante il soggiorno parigino andrà quasi totalmente distrutto e saccheggiato a causa della guerra.
All’inizio degli anni Quaranta si stabilisce nuovamente a Firenze, dove apre un nuovo studio in Borgo San Jacopo. Durante i bombardamenti alleati nella città andranno danneggiate molte opere. Al termine del conflitto, nel 1945, continuerà le sue ricerche pittoriche, appartato e in solitudine. In questo periodo comincia a rappresentare nella sua pittura figure di saltimbanchi, reminiscenza del suo periodo giovanile in Maremma in cui l’artista era stato molto in contatto con famiglie di saltimbanchi ed i loro teatrini.
Nel 1946 allestisce una mostra personale alla Galleria Moos di Ginevra e a Losanna presso gli spazi della Galleria Moser. L’anno successivo inaugura un’altra mostra personale presso la Galleria d’Arte Sandri di Venezia, presentata dall’amico Gianni Vagnetti.
Nel 1952 si risposa e avrà due figli. Partecipa, in questo periodo, alla mostra collettiva a Palazzo Strozzi, “Mezzo Secolo di Arte Toscana”, e successivamente sempre nello stesso anno allestisce una personale a Roma, presso la Galleria L’Obelisco.
Dal 1959 al 1973 realizza un’importante serie di pitture di nudi, caratterizzate dall’uso di soli due colori con relative sfumature.
Nel 1968 espone la sua ultima personale fiorentina presso la Galleria Michelangelo in Palazzo Antinori.
Muore a Firenze il 14 marzo 1976.
È sepolto a Firenze, al cimitero degli Allori.
Biografia di Susanna Ragionieri in collaborazione con l’Archivio THAYAHT & RAM di Firenze